# Port lotniczy Łogowardi
Port lotniczy Łogowardi – port lotniczy położony 9 km od Bitoli w miejscowości Łogowardi. Jest to trzeci co do wielkości port lotniczy Macedonii Północnej.